# Ishotell

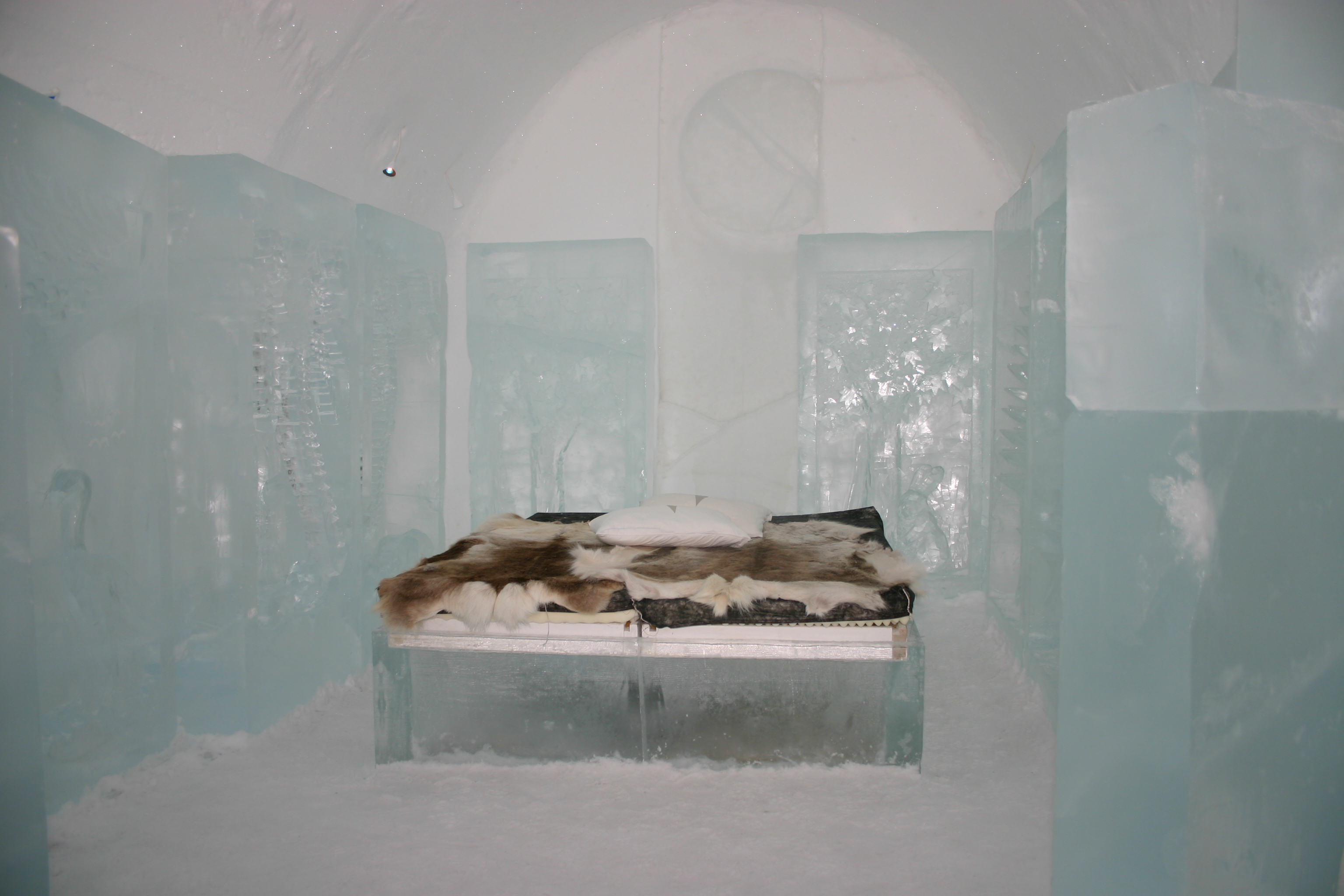
Sovrum i Jukkasjärvi ishotell.

Ett ishotell är ett hotell som byggts av snö och is. Väggarna byggs av så kallad snis; en blandning av snö och is som gör att strukturen håller bättre.
Det första ishotellet var ishotellet i Jukkasjärvi, som byggdes för första gången i början av 1990-talet. Snöslottet i Kemi byggdes första gången 1996. Idag finns det flera ishotell runt om i världen.